# 造園技能士
造園技能士（ぞうえんぎのうし）とは、国家資格である技能検定制度の一種で、都道府県知事（問題作成等は中央職業能力開発協会、試験の実施等は都道府県職業能力開発協会）が実施する、造園に関する学科及び実技試験に合格した者をいう。
なお職業能力開発促進法により、造園技能士資格を持っていないものが造園技能士と称することは禁じられている。

## 概要
造園技能士の役割は、住宅庭園の造園や庭木の手入れから公園、街路樹、公共施設、オフィスや工場緑化までありとあらゆる条件において必要となってくる資格である。庭に関する必要な知識、技能がより一層求められてくることとなる。
造園技能士は、造園施工管理技士の受験資格や職業訓練指導員 (造園科)、職業訓練指導員 (森林環境保全科) の実技試験免除資格になっている。
等級区分は1級、2級、3級の別があり、それぞれ上級、中級、初級と位置づけられている。

## 受検資格
- 1級：実務経験7年以上
- 2級：実務経験2年以上
- 3級：実務経験1年以上

※職業訓練歴や学歴により実務年数は異なる。

## 試験内容

### 学科試験

#### 出題形式
- 1級　真偽法及び四肢択一法、問題数50題(100分)
- 2級　真偽法及び四肢択一法、問題数50題(100分)
- 3級　真偽法、問題数30題(60分)

#### 合格基準
各級65点以上（100 点満点）

#### 試験科目
- 1.庭園及び公園
  - 庭園及び公園の種類、構成及び特徴
  - 庭園及び公園の主要施設の種類及び特徴
- 2.施工法
  - 造園工事に使用する機械及び器工具の種類及び使用方法
  - 造園工事の施工計画及び段取り(1･2級のみ)
  - 造園の工法
  - 庭園及び公園の管理方法
  - 玉掛けの方法
  - 造園工事の附帯工事の種類及び施工方法
- 3.材料
  - 造園工事に使用する材料の種類、性質及び用途
- 4.設計図書
  - 造園の設計図の作成方法
  - 積算の方法(1級のみ)
- 5.測量(1･2級のみ)
  - 測量器械の種類、用途及び使用方法
  - 測量の方法(1級のみ)
- 6.関係法規
  - 都市公園法(昭和31年法律第79号)関係法令、自然公園法(昭和32年法律161号)関係法令及び建設業法(昭和24年法律第100号)関係法令のうち、造園工事に関する部分
- 7.安全衛生
  - 安全衛生に関する詳細な知識

### 実技試験

#### 作業内容
- 1級
  - 作業試験：指定された区画内で竹垣製作、つくばい敷設、飛び石・延段敷設及び景石配置と植栽を行う。試験時間＝3時間30分
  - 要素試験：樹木の枝の部分を見て、その樹種名を判定する。試験時間＝10分
- 2級
  - 作業試験：指定された区画内で四ツ目垣製作、飛び石・敷石敷設、低木植栽及び支柱取付け作業を行う。試験時間＝3時間30分
  - 要素試験：樹木の枝の部分を見て、その樹種名を判定する。試験時間＝7分30秒
- 3級
  - 作業試験：指定された区画内に竹垣製作、縁石敷設及び敷石敷設を行う。試験時間＝2時間30分
  - 要素試験：樹木の枝の部分を見て、その樹種名の判定について行う。試験時間＝5分

#### 合格基準
各級65点以上（100 点満点）

### 合格率
平均合格率はおおよそ1級25%、2級40%程度である。

## 取得後の称号
技能検定に合格すると等級に応じて技能士の称号が付与される。なお、名刺やホームページなどに資格を表記する際には「1級造園技能士」、「2級造園技能士」、「3級造園技能士」のように等級を明示する必要がある。等級の非表示、等級表示位置の誤り、職種名の省略表示などは不可である。

## 関連する資格

### 登録造園基幹技能者
技能検定制度とは異なるが，造園技能士より上級に位置付けられている民間資格として登録造園基幹技能者が創設されている。技能士は職長としての能力を証明するものであるが、さらに上位の『上級職長』としての能力を証明するものである。一部の業界団体に加盟している会社に所属している者しか取得できなかったが、2008年度より一般開放されており、下記の要件と講習の受講が必要である。なお、経営事項審査では3点が加点される。なお、1級造園技能士資格の取得に加え、早期に職長・安全衛生責任者教育の受講しておくことが必要である。
- 1級造園技能士
- 10年以上の実務経験
- 3年以上の職長経験 （職長・安全衛生責任者講習受講後3年）